# Semaeopus distans
Semaeopus distans là một loài bướm đêm trong họ Geometridae.